# I ♥ U
『I ♥ U』（アイ・ラヴ・ユー）は、日本のバンド・Mr.Childrenの12枚目のオリジナルアルバム。2005年9月21日にトイズファクトリーより発売された。

## 背景とリリース
通常盤のみでの発売となり、表記はないがHDCD仕様である。前作『シフクノオト』から約1年半ぶりのアルバムで、同年6月に発売された4曲A面シングル『四次元 Four Dimensions』の中では「ヨーイドン」のみが本作未収録となっている。
ジャケットのデザインは原稿用紙の上にタイトルが記され、“♥”の部分は潰れたトマトで表現されている。5thアルバム『深海』以来およそ9年ぶりとなるアクリルケース入りとなっており、歌詞カードに掲載されている歌詞は、その曲に関連する絵に見えるように配列が行われている。また、歌詞カードをケースに入れた状態で黒いケースを取り外すと、巨大な "I ♥ U" の文字が現れる。アートディレクターを担当したのは丹下紘希。
本作について桜井は「Bank BandではなくMr.Childrenだから鳴らせる音を求めた」「衝動を鳴らしたかった」「思いや言葉を理由をつけたりせずにただそのまま叫びたかった」とも語っている。
本作発売後の11月より、当バンド初となる全国5大ドームツアー『MR.CHILDREN DOME TOUR 2005 "I ♥ U"』が開催された。

## チャート成績
初週68.7万枚を売り上げオリコンチャートで初登場1位を記録し、5週目には100万枚を突破したものの、売り上げ枚数では前作『シフクノオト』や次作『HOME』に比べ伸び悩んだ。プロデューサーの小林武史も後に「思いが上手く大勢の人に届かなかったという気持ちはあります。ただ、これ本当にいいアルバムなんですよ」と振り返っている。累計売上は113.7万枚。

## 収録内容
| 全作詞・作曲: 桜井和寿、全編曲: 小林武史 & Mr.Children、弦編曲: 小林武史 & 四家卯大、管編曲: 小林武史 & 山本拓夫。 |                    |          |            |      |
| # | タイトル           | 作詞     | 作曲・編曲 | 時間 |
| 1. | 「Worlds end」     | 桜井和寿 | 桜井和寿   | 5:32 |
| 2. | 「Monster」        | 桜井和寿 | 桜井和寿   | 3:59 |
| 3. | 「未来」           | 桜井和寿 | 桜井和寿   | 5:22 |
| 4. | 「僕らの音」       | 桜井和寿 | 桜井和寿   | 5:03 |
| 5. | 「and I love you」 | 桜井和寿 | 桜井和寿   | 5:06 |
| 6. | 「靴ひも」         | 桜井和寿 | 桜井和寿   | 4:25 |
| 7. | 「CANDY」          | 桜井和寿 | 桜井和寿   | 4:45 |
| 8. | 「ランニングハイ」 | 桜井和寿 | 桜井和寿   | 5:22 |
| 9. | 「Sign」           | 桜井和寿 | 桜井和寿   | 5:22 |
| 10. | 「Door」           | 桜井和寿 | 桜井和寿   | 2:26 |
| 11. | 「跳べ」           | 桜井和寿 | 桜井和寿   | 6:40 |
| 12. | 「隔たり」         | 桜井和寿 | 桜井和寿   | 3:53 |
| 13. | 「潜水」           | 桜井和寿 | 桜井和寿   | 6:03 |
| 合計時間: | 合計時間:          | 63:58    |            |      |

## 楽曲解説
1. Worlds end
  - 本作の最後の方にレコーディングされたという楽曲。セッション中に桜井和寿がギターを掻き鳴らしていた際に思いついたとのこと。
  - 桜井曰く、歌詞やメロディに留まらず、演奏やアレンジまでお気に入りであるとのこと[6]。
  - この音源は試しに演奏してみた1回目のテイクであり、そのあと何度演奏しても最初のテイクを越えるものにはならず小林武史の「やっぱり、初期衝動みたいなものには敵わないんじゃないの?」という鶴の一声によって最初のテイクが採用されている[7]。
  - ベスト・アルバム『Mr.Children 2005-2010 <macro>』にも収録された。
  - 本作のアルバム曲で唯一ミュージック・ビデオが制作されている。監督は丹下紘希が務め、メンバー全員が出演している。2009年2月26日発売のDVD『TANGE KOUKI VIDEO COLLECTION』と前述のベスト・アルバムの初回限定盤付属のDVDに収録されている。
  - ライブの定番曲の一つであり、シングル曲も含め本作収録曲の中では最も演奏頻度が高い。
  - 歌詞カードの配列は地球と飛行機雲。
2. Monster
  - 「もしMr.Childrenがハードロックをやったら?」というテーマで制作された。
  - 当初はコード進行がかなりシンプルな作りだったが、小林のプロデュースにより感じが変わったという。
  - 歌詞カードの配列はモンスターの声。
3. 未来
  - 27thシングル『四次元 Four Dimensions』表題曲。
  - 歌詞カードの配列は道路。
4. 僕らの音
  - 日清食品「カップヌードル "NO BORDER"」CMソング。タイアップはアルバム発売後の2006年1月に行われた。
  - レコーディング時に桜井は風邪をひいていたため鼻声だったが、曲の雰囲気に合っていると判断されたため鼻声のままレコーディングされた[7]。
  - ベスト・アルバム『Mr.Children 2005-2010 <macro>』にも収録された。
  - 歌詞カードの配列は傘と雨粒。
5. and I love you
  - 27thシングル『四次元 Four Dimensions』表題曲。
  - 歌詞カードの配列は花と地面。
6. 靴ひも
  - 仮タイトルは「G. U. G」[8]。
  - 間奏等の部分で聞こえる効果音はねじを巻く音である。
  - 歌詞カードは靴ひもの写真の隣に普通に配列されている。
7. CANDY
  - 2014年に開催されたファンクラブ限定ツアー『Mr.Children FATHER & MOTHER 21周年ファンクラブツアー』の直前に行われた「会員が最もライブで聴きたい曲」アンケートでは17位に選ばれた[9]。　
  - 歌詞カードはキャンディの包み紙に大小様々なサイズの文字で配列されている。
  - 36thシングル『ヒカリノアトリエ』にはMr.Childrenとサポートメンバーによるバンド・ヒカリノアトリエによるスタジオライブがカップリングされている。
8. ランニングハイ
  - 27thシングル『四次元 Four Dimensions』表題曲。
  - 歌詞カードの配列はスニーカー。
9. Sign
  - 26thシングル表題曲。
  - 歌詞カードの配列は樹木。
10. Door
  - 事務所の屋上でレコーディングが行われた。
  - 歌詞カードの配列は鍵穴。
11. 跳べ
  - 歌詞に「みのもんた」が登場する。
  - 前述の「会員が最もライブで聴きたい曲」アンケートでは23位に選ばれた[9]。
  - 歌詞カードの配列は跳躍する人間。
  - 37thシングル『himawari』には「Mr.Children Hall Tour 2017 ヒカリノアトリエ」で録音されたライブ音源がカップリングされている。
12. 隔たり
  - 桜井曰く「避妊具について歌ってみたかった」とのこと。
  - 歌詞カードの配列はコンドーム。
13. 潜水
  - 歌詞カードの配列は水滴。
  - 2003年頃から存在する楽曲であり、デモ段階から歌詞が付いていたとのこと[10]。

## 参加ミュージシャン
- Mr.Children
  - 桜井和寿：Vocal, Guitar
  - 田原健一：Guitar
  - 中川敬輔：Bass
  - 鈴木英哉：Drums
- 小林武史：Keyboards
- 吉田誠：Computer Programing
- 安達練：Computer Programing

Worlds end
- 四家卯大ストリングス：Strings

僕らの音
- 四家卯大ストリングス：Strings

CANDY
- 四家卯大ストリングス：Strings

ランニングハイ
- 山本拓夫：Sax
- 西村浩二：Trumpet

Sign
- 四家卯大ストリングス：Strings

隔たり
- 四家卯大ストリングス：Strings

潜水
- 西村浩二：Trumpet
- 村田陽一：Trombone

## テレビ出演
| 番組名                   | 日付         | 放送局     | 演奏曲           |
| ------------------------ | ------------ | ---------- | ---------------- |
| ミュージックステーション | 2012年5月4日 | テレビ朝日 | Worlds end 365日 |

## ライブ映像作品
| 曲名           | 作品名                                                       |
| -------------- | ------------------------------------------------------------ |
| Worlds end     | MR.CHILDREN DOME TOUR 2005 "I ♥ U" 〜FINAL IN TOKYO DOME〜   |
| Worlds end     | Mr.Children HOME TOUR 2007                                   |
| Worlds end     | Mr.Children HOME TOUR 2007 -in the field-                    |
| Worlds end     | Mr.Children DOME TOUR 2009 SUPERMARKET FANTASY IN TOKYO DOME |
| Worlds end     | ap bank fes '10                                              |
| Worlds end     | MR.CHILDREN TOUR POPSAURUS 2012                              |
| Worlds end     | Mr.Children [(an imitation) blood orange] Tour               |
| Worlds end     | Mr.Children Tour 2018-19 重力と呼吸                          |
| Worlds end     | Mr.Children Dome Tour 2019 Against All GRAVITY               |
| Worlds end     | Mr.Children 30th Anniversary Tour 半世紀へのエントランス     |
| Monster        | MR.CHILDREN DOME TOUR 2005 "I ♥ U" 〜FINAL IN TOKYO DOME〜   |
| Monster        | Mr.Children DOME TOUR 2009 SUPERMARKET FANTASY IN TOKYO DOME |
| Monster        | Mr.Children Tour 2018-19 重力と呼吸                          |
| Monster        | Mr.Children Dome Tour 2019 Against All GRAVITY               |
| 未来           | →「 四次元 Four Dimensions § ライブ映像作品 」を参照         |
| 僕らの音       | MR.CHILDREN DOME TOUR 2005 "I ♥ U" 〜FINAL IN TOKYO DOME〜   |
| 僕らの音       | Mr.Children / Split The Difference                           |
| 僕らの音       | Mr.Children 30th Anniversary Tour 半世紀へのエントランス     |
| and I love you | →「 四次元 Four Dimensions § ライブ映像作品 」を参照         |
| 靴ひも         | MR.CHILDREN DOME TOUR 2005 "I ♥ U" 〜FINAL IN TOKYO DOME～   |
| 靴ひも         | miss you LIVE                                                |
| CANDY          | MR.CHILDREN DOME TOUR 2005 "I ♥ U" 〜FINAL IN TOKYO DOME〜   |
| CANDY          | Mr.Children DOME TOUR 2009 SUPERMARKET FANTASY IN TOKYO DOME |
| CANDY          | Mr.Children Dome Tour 2019 Against All GRAVITY               |
| ランニングハイ | →「 四次元 Four Dimensions § ライブ映像作品 」を参照         |
| Sign           | →「 Sign#ライブ映像作品 」を参照                             |
| 跳べ           | MR.CHILDREN DOME TOUR 2005 "I ♥ U" 〜FINAL IN TOKYO DOME〜   |
| 跳べ           | Mr.Children、ヒカリノアトリエで虹の絵を描く                  |
| 隔たり         | MR.CHILDREN DOME TOUR 2005 "I ♥ U" 〜FINAL IN TOKYO DOME〜   |
| 隔たり         | Mr.Children / Split The Difference                           |
| 潜水           | MR.CHILDREN DOME TOUR 2005 "I ♥ U" 〜FINAL IN TOKYO DOME〜   |